# Чинёнов, Максим Иванович
Макси́м Ива́нович Чинёнов (6 октября 1972) — российский футболист, защитник и полузащитник.

## Карьера
Воспитанник СДЮСШОР московского ЦСКА. В 1992 году в составе клуба «СК Одесса» дебютировал в Высшей лиге Украины, где сыграл 2 матча, и ещё 2 встречи провёл в Кубке Украины.
Затем во второй половине 1992 года выступал за команду «ВС-Орияна», снова провёл 2 игры. В 1993 году пополнил ряды «Кубани», в составе которой тоже провёл только 2 матча.

## После карьеры
Очень рано завершив карьеру профессионального игрока, перешёл в мини-футбол в клуб «Чертаново».